# Antonow An-20
Die Antonow An-20 war ein sowjetisches Frachtflugzeugprojekt.

## Entwicklung
Das als Schulterdecker ausgelegte Flugzeug sollte von zwei Propellerturbinen von Kusnezow mit je 11.000 kW (15.000 WPS), die auf gegenläufige, koaxiale 4-Blatt-Propeller mit 6,40 m Durchmesser wirken, angetrieben werden. Die Maschine wurde speziell für den Transport von militärischem Material – etwa einem T-54 mit einem Gewicht bis 40 Tonnen – ausgelegt. Außerdem war es vorgesehen, Lasten bis zu 16 Tonnen über die Laderampe abzuwerfen.
Über diese Laderampe von 3,8 m Breite und 10,1 m Länge konnte der Laderaum von 3,6 m × 3,50 m × 21 m (BHL) beladen werden. In dem Laderaum konnten bis zu 143 Fallschirmjäger transportiert werden, die auf Klappsitzen Platz fanden. In der Variante zum Verwundetentransport konnten bis zu 144 Verletzte transportiert werden. Im vorderen Bereich des Rumpfes befand sich das Cockpit für die fünf Besatzungsmitglieder und ein Passagierabteil mit 27 Sitzen.
Die Tragflächen hatten Trapezform und eine Spannweite von 58 m bei einer Flügelfläche von 279 m². Als Landeklappen kamen Doppelspaltklappen zum Einsatz. Das Fahrwerk bestand aus einem zwillingsbereiften Bugrad und zwei Hauptfahrwerken mit je vier Reifen. Das Fahrwerk konnte pneumatisch in der Höhe verstellt werden, um das Be- und Entladen zu vereinfachen.
Als Verteidigungsbewaffnung waren im Heck zwei 23-mm-Kanonen vorgesehen.
Im Juni 1958 wurde ein Modell ausgeführt, aber im August 1960 wurden die Arbeiten an der Maschine eingestellt. Der Entwurf wurde jedoch weiterverfolgt, es gab 1960 die Anregung, die An-20 mit vier Triebwerken auszurüsten (Modell Antonow WT-22). Die vier Triebwerke und die geänderten Tragflächen sollten eine Reichweite mit 50 Tonnen Zuladung von 4000 km ermöglichen. In den Tragflächen war auch ein Hilfstriebwerk vorgesehen. Es gab nun vier Hauptfahrwerksbeine mit je vier Rädern, um den Bodendruck zu senken. Der Laderaum maß nunmehr 4,4 m × 4,4 m × 30 m (BHL) und ermöglichte so, eine größere Anzahl verschiedener Waffensysteme zu befördern. Das Startgewicht sollte maximal 170 Tonnen betragen und die Reisegeschwindigkeit bei 650 km/h liegen. Aus diesem Entwurf ging letztlich die Antonow An-22 hervor.

## Technische Daten
| Kenngröße             | Daten                                                   |
| --------------------- | ------------------------------------------------------- |
| Besatzung             | 5                                                       |
| Passagiere            | max. 144 + 27                                           |
| Spannweite            | 58,00 m                                                 |
| Flügelfläche          | 279 m²                                                  |
| Nutzlast              | max. 40.000 kg                                          |
| Startmasse            | 108.300 kg                                              |
| Antrieb               | zwei Propellerturbinen Kusnezow NK-12M mit je 11.000 kW |
| Höchstgeschwindigkeit | 680 km/h in 8.000 m                                     |
| Dienstgipfelhöhe      | 12.000 m                                                |
| Reichweite            | 2.700–5.000 km                                          |
| Landerollstrecke      | 1.000 m                                                 |
| Startrollstrecke      | 1.200 m                                                 |